# Nati nel 1910/Febbraio
| Questa pagina contiene informazioni ricavate automaticamente dalle voci biografiche con l'ausilio del template Bio e di un bot. L'aggiornamento è periodico e automatico e ricostruisce completamente la pagina. Se manca una persona in questa lista, sei pregato di non aggiungerla, ma accertati piuttosto che la sua voce biografica contenga il template Bio e che i dati anagrafici siano correttamente compilati. Se il template Bio manca, inseriscilo tu stesso o, in alternativa, metti l'avviso {{tmp\|Bio}} che ne segnala la mancanza. Se i dati riportati sono sbagliati, correggi direttamente la voce biografica; le modifiche saranno visibili in questa lista entro pochi giorni. Per chiarimenti vedi il progetto biografie. La lista contiene solo le 169 persone che sono citate nell'enciclopedia e per le quali è stato implementato correttamente il template Bio. Pagina aggiornata al 10 ago 2025. |

- 1º febbraio - Karel Černý, calciatore cecoslovacco
- 1º febbraio - Luigi Ciminaghi, calciatore italiano († 1996)
- 1º febbraio - Giuseppe Femia, politico italiano († 1963)
- 1º febbraio - Petru Giovacchini, poeta, politico e patriota italiano († 1955)
- 1º febbraio - Kurt Hornfischer, lottatore tedesco († 1958)
- 1º febbraio - Ngapoi Ngawang Jigme, politico, generale e magistrato tibetano († 2009)
- 1º febbraio - Michael Kanin, regista, sceneggiatore e produttore cinematografico statunitense († 1993)
- 1º febbraio - Birger Pedersen, calciatore norvegese († 1969)
- 2 febbraio - Vladimir Ivanovič Gončukov, regista cinematografico sovietico († 1956)
- 2 febbraio - Benvenuto Matteucci, arcivescovo cattolico italiano († 1993)
- 2 febbraio - Albert Rohrbacher, calciatore francese († 1976)
- 3 febbraio - Moshe Czerniak, scacchista polacco († 1984)
- 3 febbraio - Robert Earl Jones, attore e pugile statunitense († 2006)
- 3 febbraio - Maria Pedrini, soprano italiano († 1981)
- 4 febbraio - Francesco De Gregori, militare e partigiano italiano († 1945)
- 4 febbraio - Uys Krige, scrittore sudafricano († 1987)
- 4 febbraio - David Lavender, storico e scrittore statunitense († 2003)
- 4 febbraio - Rodolfo Mayer, attore brasiliano († 1985)
- 4 febbraio - Giuseppe Verk, calciatore italiano
- 5 febbraio - Jorge Agostini, schermidore e rivoluzionario cubano († 1955)
- 5 febbraio - Tullio Grassi, calciatore svizzero († 1985)
- 5 febbraio - Marshall T. Meyer, rabbino statunitense († 1993)
- 5 febbraio - Felipe Olivares, calciatore messicano
- 5 febbraio - Felipe Rosas, calciatore messicano († 1986)
- 5 febbraio - Francisco Varallo, calciatore e allenatore di calcio argentino († 2010)
- 6 febbraio - Carlos Marcello, mafioso italiano († 1993)
- 6 febbraio - Ted Osborne, fumettista statunitense († 1968)
- 6 febbraio - George Poyser, calciatore e allenatore di calcio inglese († 1995)
- 6 febbraio - Aldo Rasero, ufficiale, giornalista e scrittore italiano († 1988)
- 7 febbraio - Max Bense, filosofo e scrittore tedesco († 1990)
- 7 febbraio - Pilar Gómez Ferrer, attrice spagnola († 2009)
- 7 febbraio - Ted Sagar, calciatore inglese († 1986)
- 7 febbraio - Elsa Thiemann, fotografa tedesca († 1981)
- 7 febbraio - Fiorenzo Tomea, pittore italiano († 1960)
- 8 febbraio - George Raphaël Béthenod, pilota automobilistico francese († 1994)
- 8 febbraio - Steffi Duna, attrice ungherese († 1992)
- 8 febbraio - János Gyarmati, allenatore di calcio e calciatore ungherese († 1974)
- 8 febbraio - Heinrich Hiltl, calciatore austriaco († 1982)
- 8 febbraio - Stig Järrel, attore e regista svedese († 1998)
- 8 febbraio - Hugo Vītols, calciatore lettone († 1965)
- 9 febbraio - Rønnaug Alten, attrice norvegese († 2001)
- 9 febbraio - Giovanni Baltaro, politico, partigiano e sindacalista italiano († 1998)
- 9 febbraio - Eero Böök, scacchista finlandese († 1990)
- 9 febbraio - Mikel Dufrenne, filosofo francese († 1995)
- 9 febbraio - Teófilo Juárez, calciatore argentino
- 9 febbraio - Mátyás Korányi, calciatore ungherese († 1967)
- 9 febbraio - Jacques Monod, biologo e filosofo francese († 1976)
- 9 febbraio - Anna Sokolow, ballerina e coreografa statunitense († 2000)
- 9 febbraio - Georg Strobl, hockeista su ghiaccio tedesco († 1991)
- 9 febbraio - Dan Vizanty, militare e aviatore rumeno († 1992)
- 10 febbraio - Paride Baccarini, pittore, architetto e partigiano italiano († 1946)
- 10 febbraio - Durga N. Bhagvat, letterata e sociologa indiana († 2002)
- 10 febbraio - Maria Cebotari, soprano moldavo († 1949)
- 10 febbraio - Amedeo Cremisi, militare italiano († 1943)
- 10 febbraio - Antoni Głowacki, militare e aviatore polacco († 1980)
- 10 febbraio - Ahmed Halim, calciatore egiziano
- 10 febbraio - Mario Napolitano, scacchista italiano († 1995)
- 10 febbraio - Dominique Pire, religioso belga († 1969)
- 10 febbraio - Joan Gale Robinson, scrittrice e illustratrice britannica († 1988)
- 10 febbraio - Douglas Spencer, attore statunitense († 1960)
- 10 febbraio - Vittorio Tamagnini, pugile italiano († 1981)
- 10 febbraio - Benedicto Zacconi, calciatore brasiliano († 1944)
- 10 febbraio - Eugenia di Grecia, principessa greca († 1989)
- 11 febbraio - Georges Beuchat, inventore e imprenditore francese († 1991)
- 11 febbraio - Cesare Blondet, calciatore italiano († 1993)
- 11 febbraio - Filippo Prato, allenatore di calcio e calciatore italiano († 1980)
- 12 febbraio - Enrique Anderson Imbert, scrittore e critico letterario argentino († 2000)
- 12 febbraio - Gunnar Höckert, mezzofondista finlandese († 1940)
- 12 febbraio - Abdullah bin Khalifa di Zanzibar, sultano tanzaniano († 1963)
- 12 febbraio - Lee Byung-chul, imprenditore sudcoreano († 1987)
- 12 febbraio - Olav Navestad, calciatore norvegese († 1958)
- 12 febbraio - Efrem Nobili, imprenditore italiano († 1963)
- 12 febbraio - Walter Sköld, calciatore svedese († 1975)
- 13 febbraio - Ausonio Alacevich, rugbista a 15 italiano († 2001)
- 13 febbraio - Elsa Barraine, compositrice francese († 1999)
- 13 febbraio - Ignacio Bernal, antropologo, archeologo e storico messicano († 1992)
- 13 febbraio - Ben Drinkwater, pilota motociclistico britannico († 1949)
- 13 febbraio - Victor Leydet, partigiano francese († 1975)
- 13 febbraio - William Bradford Shockley, fisico statunitense († 1989)
- 14 febbraio - Libero Checco, calciatore italiano († 1981)
- 14 febbraio - Frances Dade, attrice statunitense († 1968)
- 14 febbraio - Rudolf Kende, compositore ceco († 1958)
- 14 febbraio - Jan Mioduchowski, militare e aviatore polacco († 1961)
- 14 febbraio - Willard Schmidt, cestista statunitense († 1965)
- 15 febbraio - George Child-Villiers, IX conte di Jersey, nobile e politico britannico († 1998)
- 15 febbraio - Irena Sendler, infermiera polacca († 2008)
- 16 febbraio - Toni Benetton, scultore italiano († 1996)
- 16 febbraio - Hilyard M. Brown, scenografo statunitense († 2002)
- 16 febbraio - Elio Chianesi, partigiano italiano († 1944)
- 16 febbraio - Evgenij Kirillovič Golubev, compositore russo († 1988)
- 16 febbraio - Eligio Vecchi, calciatore e allenatore di calcio italiano († 1968)
- 16 febbraio - Alfredo Welby, calciatore italiano († 1998)
- 17 febbraio - Dallas Bixler, ginnasta statunitense († 1990)
- 17 febbraio - Cecilia Eusepi, italiana († 1928)
- 17 febbraio - Gerd Hornberger, velocista tedesco († 1988)
- 17 febbraio - Arthur Hunnicutt, attore statunitense († 1979)
- 17 febbraio - Karl Hölblinger, militare tedesco
- 17 febbraio - Marc Lawrence, attore e regista statunitense († 2005)
- 17 febbraio - James Millican, attore statunitense († 1955)
- 17 febbraio - Ken Moore, hockeista su ghiaccio canadese († 1981)
- 17 febbraio - Achille Rigamonti, sindacalista e politico italiano († 1986)
- 18 febbraio - Jean Marius René Guibé, naturalista e erpetologo francese († 1999)
- 18 febbraio - Mariuccia Medici, attrice teatrale e insegnante svizzero († 2012)
- 18 febbraio - Ēriks Skadiņš, calciatore lettone († 1984)
- 19 febbraio - Oskar Erikson, cestista, pallavolista e discobolo estone († 1993)
- 19 febbraio - Nagahisa, principe Kitashirakawa, principe e militare giapponese († 1940)
- 19 febbraio - Oleksandr Konstantynopol's'kyj, scacchista sovietico († 1990)
- 19 febbraio - Vittorio Schweiger, pittore italiano († 2005)
- 19 febbraio - William Grey Walter, neurofisiologo britannico († 1977)
- 19 febbraio - Ljubka Šorli, poetessa, scrittrice e insegnante slovena († 1993)
- 20 febbraio - Rudolf Beckmann, militare tedesco († 1943)
- 20 febbraio - Godfred Bysheim, calciatore norvegese († 1991)
- 20 febbraio - Jean Rousset, critico letterario e francesista svizzero († 2002)
- 20 febbraio - Konstantin Sergeev, ballerino e coreografo sovietico († 1992)
- 21 febbraio - Douglas Bader, aviatore britannico († 1982)
- 21 febbraio - Paul Bryar, attore statunitense († 1985)
- 21 febbraio - Carmine Galante, mafioso statunitense († 1979)
- 21 febbraio - Andrea Minasso, ciclista su strada italiano († 1982)
- 22 febbraio - Luigi Bonos, attore tedesco († 2004)
- 22 febbraio - George Hunt, calciatore inglese († 1996)
- 22 febbraio - Jacques Ickx, pilota motociclistico, pilota automobilistico e giornalista belga († 1978)
- 22 febbraio - Clemente Maglietta, politico, partigiano e sindacalista italiano († 1993)
- 22 febbraio - Ariel Augusto Nogueira, calciatore brasiliano († 2005)
- 22 febbraio - Vaughn Taylor, attore statunitense († 1983)
- 23 febbraio - Gino Bolognese, calciatore italiano († 1943)
- 23 febbraio - Corrado Cagli, artista italiano († 1976)
- 23 febbraio - Aleksej Ermolaev, danzatore e coreografo russo († 1975)
- 23 febbraio - Pier Antonio Quarantotti Gambini, scrittore, giornalista e bibliotecario italiano († 1965)
- 24 febbraio - Clyde Hart, pianista e arrangiatore statunitense († 1945)
- 24 febbraio - Carl Knowles, cestista statunitense († 1981)
- 24 febbraio - Čeněk Kottnauer, scacchista cecoslovacco († 1996)
- 24 febbraio - Marianne Löfgren, attrice svedese († 1957)
- 24 febbraio - Hugo Strunz, mineralogista tedesco († 2006)
- 25 febbraio - Camille Beeckman, ciclista su strada belga († 1994)
- 25 febbraio - George Campbell Tinning, pittore e illustratore canadese († 1996)
- 25 febbraio - Millicent Fenwick, politica, ambasciatore e giornalista statunitense († 1992)
- 25 febbraio - Charles Fosset, allenatore di calcio e calciatore francese († 1989)
- 25 febbraio - Pavel Vladimirovič Klušancev, regista cinematografico sovietico († 1999)
- 25 febbraio - Rüstəm Mustafayev, pittore e scenografo azero († 1940)
- 25 febbraio - Bob Shankly, allenatore di calcio e calciatore scozzese († 1982)
- 25 febbraio - Italo Tomassi, pittore e scenografo italiano († 1990)
- 25 febbraio - Georges de Bourguignon, schermidore belga († 1989)
- 26 febbraio - Albino Cuppo, cestista italiano
- 26 febbraio - Sergej Georgievič Gorškov, ammiraglio e politico sovietico († 1988)
- 26 febbraio - Nancy Lyle, tennista britannica († 1986)
- 26 febbraio - Alexander Matuška, critico letterario e saggista slovacco († 1975)
- 26 febbraio - Daniël Noteboom, scacchista olandese († 1932)
- 26 febbraio - Carlo Pontiggia, calciatore italiano
- 26 febbraio - Ferdinando Santarello, calciatore italiano († 1975)
- 26 febbraio - Vic Woodley, calciatore inglese († 1978)
- 27 febbraio - Joan Bennett, attrice statunitense († 1990)
- 27 febbraio - Mario Brancacci, umorista e sceneggiatore italiano († 1991)
- 27 febbraio - Robert Buron, politico e scrittore francese († 1973)
- 27 febbraio - Nicola Catalano, giurista e magistrato italiano († 1984)
- 27 febbraio - Vakhtang Chabukiani, ballerino e coreografo georgiano († 1992)
- 27 febbraio - Franco Di Majo, ingegnere italiano († 2011)
- 27 febbraio - Joseph Leo Doob, matematico statunitense († 2004)
- 27 febbraio - Clarence Johnson, ingegnere statunitense († 1990)
- 27 febbraio - Henrik K'asparyan, scacchista, compositore di scacchi e ingegnere armeno († 1995)
- 27 febbraio - Jean Maréchal, ciclista su strada francese († 1993)
- 27 febbraio - Jimmy Orlando, hockeista su ghiaccio canadese († 1992)
- 27 febbraio - Wolfgang Preiss, attore tedesco († 2002)
- 27 febbraio - Alois Schnabel, pallamanista austriaco († 1982)
- 28 febbraio - Coventry Brown, calciatore inglese († 2000)
- 28 febbraio - Felix E. Feist, regista statunitense († 1965)
- 28 febbraio - Duncan Gregg, canottiere statunitense († 1989)
- 28 febbraio - George Jefferson, astista statunitense († 1996)
- 28 febbraio - Antonio Pinghelli, giornalista, scrittore e poeta italiano († 1999)
- 28 febbraio - Nicolas Rossolimo, scacchista statunitense († 1975)